# José Bonat Ortega
José Bonat Ortega (Cádiz, 17 de julio de 1890 - 18 de julio de 1936), llamado en ocasiones por su primer apellido de diversas maneras como Benedicto, Bonet, Bonat, etc. fue periodista y propagandista anarcosindicalista. Es considerado uno de los primeros líderes anarquistas de Andalucía en la primera mitad del siglo XX y la primera víctima de la Guerra civil española en Cádiz.

## Trayectoria

### Actividad política y periodística
Entre 1916 y 1917 se afilia a la Confederación Nacional de Trabajo (CNT), convirtiéndose en uno de sus organizadores. En esos años, Bonat Ortega da numerosos mítines en la llamada Casa del Pueblo de CNT. En los mismos años, empieza su vida como periodista, estrictamente relacionada con su actividad política. En 1919 es uno de los responsables del semanario Rebelión. 
En los años Treinta participa en periódicos como El Libertario, La Voz del Campesino y CNT de Madrid. En 1931 es miembro de la Comisión de Defensa Económica de Cádiz. En este contexto apoya la huelga general del 5 de octubre de 1931 contra el gobierno de la Segunda República y su política social. Por esta razón, el juez Julio Ramos Hermoso ordena la busca y la captura de Bonat.
Compaginando vida profesional - es carpintero-tallista y al final de su vida vendedor de pescado - y actividad política y periodística, Bonat firmaba sus artículos con el pseudónimo de Soñador Bohemio.

### Muerte
El 18 de julio de 1936, Bonat sale de casa y a escasos metros de ella, en la calle Libertad, cae muerto por un disparo a la espalda, convirtiéndose en la primera víctima de la guerra civil en Cádiz. Al día de hoy no se sabe si el disparo fue intencionado o accidental.

### Familia
Hijo de Antonio Bonat Noguera y Ambrosia Ortega Gómez, en 1915 se casa con Concepción Santander Torres. Al día de su muerte, Bonat deja huérfanos a siete hijos.

## Homenajes

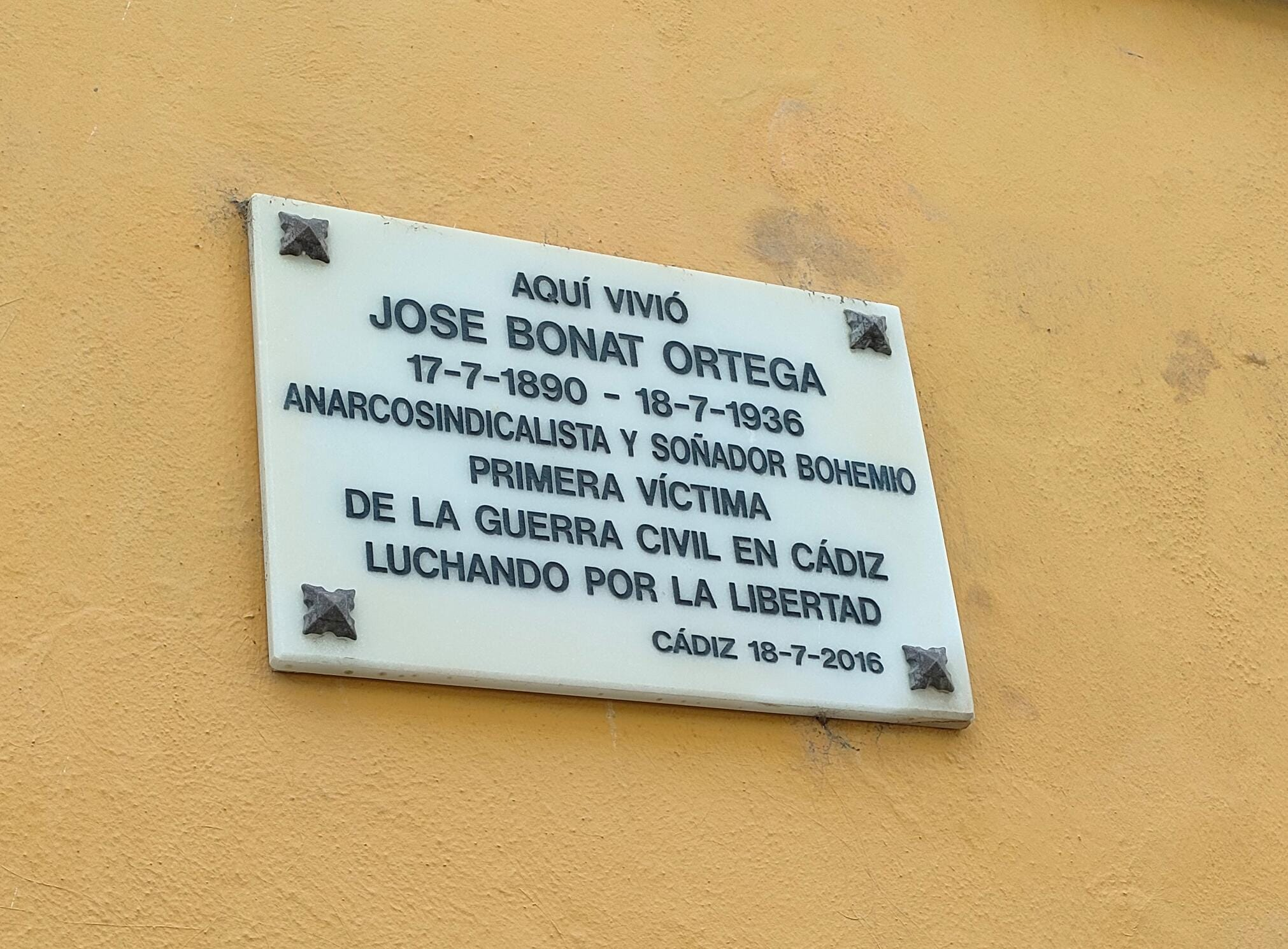
Lápida conmemorativa en Cádiz para José Bonat Ortega

En 2016, en el 80° aniversario de su muerte y del empiezo de la guerra civil, el Ayuntamiento de Cádiz ha recordado Bonat como primera víctima del conflicto en un acto público, colocando una lápida en la calle Pericón donde se lee: "Aquí vivió José Bonat Ortega, Anarcosindicalista y soñador bohemio. Primera víctima de la Guerra Civil en Cádiz luchando por la libertad". En el mismo día en la Diputación de Cádiz se ha proyectado el documental "Tres días de Julio" sobre los primeros días de lucha en Cádiz tras la sublevación y que incluye el testimonio de uno de sus nietos.